# Ursula Hansen (Politikerin)
Ursula Hansen (* 9. Juli 1935 in Dillingen/Saar) ist eine deutsche Ärztin und Politikerin (CDU).

## Leben und Beruf
Nach dem Abitur am staatlichen Mädchengymnasium in Saarlouis nahm Hansen ein Studium der Medizin an der Universität des Saarlandes in Homburg auf, das sie 1961 mit dem Staatsexamen und der Promotion zum Dr. med. beendete. Anschließend arbeitete sie als praktische Ärztin im Kreiskrankenhaus Prüm, hatte eine nebenamtliche Tätigkeit am Prümer Gesundheitsamt inne und wurde Mitglied der Bezirksärztekammer Trier.
Des Weiteren engagierte Hansen sich in der katholischen Kirche. Sie wurde 1983 zunächst zur Vizepräsidentin und 1991 schließlich zur Präsidentin des Katholischen Deutschen Frauenbundes (KDFB) gewählt.

## Partei
Hansen ist seit 1970 Mitglied der CDU. Sie war seit 1979 Vorsitzende der Frauen-Union in Prüm, übernahm später das gleiche Amt in Trier und wurde in den 1980er-Jahren zur stellvertretenden Landesvorsitzenden der CDU Rheinland-Pfalz gewählt.

## Abgeordnete
Hansen war von 1987 bis 1991 Mitglied des Rheinland-Pfälzischen Landtages.

## Öffentliche Ämter
Hansen wurde am 23. Mai 1985 als Ministerin für Soziales und Familie in die von Ministerpräsident Bernhard Vogel geführte Regierung des Landes Rheinland-Pfalz berufen und gehörte auch der von Ministerpräsident Carl-Ludwig Wagner geleiteten Folgeregierung an. Im Zuge einer Kabinettsumbildung schied sie am 21. Juni 1990 aus der Regierung aus und wurde in ihrem Ministeramt von Ursula Funke abgelöst.

## Ehrungen
- 1997: Verdienstkreuz 1. Klasse der Bundesrepublik Deutschland
- 2005: Großes Verdienstkreuz der Bundesrepublik Deutschland